# Belgische wetgevende verkiezingen 1890
Gedeeltelijke wetgevende verkiezingen vonden plaats in België op dinsdag 10 juni 1890. 69 van de 138 volksvertegenwoordigers werden regulier herverkozen, namelijk die in de provincies Henegouwen, Limburg, Luik en Oost-Vlaanderen, plus een buitengewone verkiezing van één volksvertegenwoordiger in Neufchâteau op 3 juni 1890.

## Uitslag
De liberalen wonnen 3 zetels van de katholieken, één in Verviers en twee in Charleroi. De katholieken wonnen 2 zetels van de liberalen, één in Thuin en één in Gent.
De katholieken behielden echter hun ruime meerderheid in de Kamer, aangezien vrijwel alle zetels in de arrondissementen die niet ter verkiezing stonden katholiek waren.
|                                    | Kath. | Lib. | Totaal |
| ---------------------------------- | ----- | ---- | ------ |
| Uittredende Kamer (17 mei 1890)    | 95+1* | 42   | 138    |
| Te verkiezen                       | 30+1* | 39   | 69+1*  |
| Verkozen                           | 29+1* | 40   | 69+1*  |
| Nieuw verkozen Kamer (8 juli 1890) | 95    | 43   | 138    |
| Verschil                           | -1    | +1   | 0      |

- * De katholiek Edmond van der Linden d'Hooghvorst overleed op 5 mei 1890 en werd niet meer vervangen voor het einde van de legislatuur. Hiervoor was er op 3 juni 1890 een buitengewone verkiezing in Neufchâteau. De katholiek Winand Heynen werd verkozen om hem te vervangen.

- Voor een van de drie zetels in Thuin werd de verkiezing nietig verklaard. Eugène Derbaix werd pas verkozen na een herstemming op 19 augustus 1890.[1] Het was de laatste keer dat een Kamerverkiezing vernietigd werd en een herstemming nodig was.[2]

## Verkozen volksvertegenwoordigers
Provincie Oost-Vlaanderen (22)
- Gent (8)
  - De katholieken Paul de Smet de Naeyer, Victor Begerem, Achille Albert Eeman, Justin Van Cleemputte, Astère Vercruysse de Solart, Désiré Fiévé en Louis de Hemptinne werden herverkozen.
  - De katholiek Georges Herry werd verkozen ter opvolging van de liberaal Hippolyte Lippens, die in november 1889 de overleden katholiek Léon de Moerman d'Harlebeke had opgevolgd.
- Eeklo (1)
  - De katholiek Arnold t'Kint de Roodenbeke werd herverkozen (hij zou een jaar later echter overlijden en vervangen worden door Joseph Kervyn de Lettenhove).
- Oudenaarde (3)
  - De katholieken Paul Raepsaet, Louis Thienpont en Ephrem De Malander werden herverkozen.
- Aalst (4)
  - De katholieken Charles Woeste, Victor Van Wambeke, Louis De Sadeleer en Charles Verbrugghen werden herverkozen.
- Dendermonde (3)
  - De katholieken Léon De Bruyn, Philippe De Kepper en Gustave Vanden Steen werden herverkozen.
- Sint-Niklaas (3)
  - De katholieken Auguste Raemdonck van Megrode, Stanislas Verwilghen en Joseph Nicolas Van Naemen werden herverkozen.

Provincie Henegouwen (25)
- Charleroi (7)
  - De liberalen Gustave Sabatier, Jules Martin Philippot, Victor Gillieaux en Lucien Giroul werden verkozen.
  - De liberalen Edouard Chaudron, Oscar Deprez en Léopold Fagnart werden verkozen ter opvolging van de liberaal Casimir Lambert en de katholieken Adolphe Drion du Chapois en Ferdinand Noël.
- Bergen (6)
  - De liberalen Charles-Xavier Sainctelette, Edmond Steurs, Auguste Houzeau de Lehaie, Jules Carlier, Arthur Lescarts en Emile Hardy werden herverkozen.
- Doornik (4)
  - De liberalen Jules Bara en Victor Carbonnelle werden herverkozen.
  - De liberalen Paul Broquet en Charles Dereine werden verkozen ter opvolging van de liberalen Louis Crombez en Idesbalde Defontaine.
- Aat (2)
  - De liberalen Oswald de Kerchove de Denterghem en Florimond Durieu werden herverkozen.
- Thuin (3)
  - De liberalen Armand Anspach-Puissant en Georges Warocqué werden herverkozen.
  - Na een herstemming op 19 augustus 1890.[1] werd de katholiek Eugène Derbaix verkozen ter opvolging van de liberaal Louis Gigot,
- Zinnik (3)
  - De liberalen Gustave Paternoster, Paul Scoumanne en Jules Thiriar werden herverkozen.

Provincie Luik (17)
- Luik (9)
  - De liberalen Walthère Frère-Orban, Alfred Magis, Xavier Neujean, Ferdinand Fléchet, Émile Dupont, Julien Warnant, Octave Neef-Orban, Émile Jamme en Léopold Hanssens werden herverkozen. Émile Dupont wordt in november 1890 echter senator en wordt opgevolgd door Émile Jeanne.
- Verviers (4)
  - De liberalen Léon d'Andrimont, Charles Léopold Mallar en Guillaume Peltzer werden herverkozen.
  - De liberaal Pierre Joseph Grosfils werd verkozen ter opvolging van de katholiek Auguste Loslever.
- Hoei (2)
  - De liberalen Ferdinand de Macar en Joseph Warnant werden herverkozen.
- Borgworm (2)
  - De katholieken Hyacinthe Eugène Cartuyvels en Dieudonné Alfred Ancion werden herverkozen.

Provincie Limburg (5)
- Hasselt (2)
  - De katholiek Henri de Pitteurs-Hiegaerts werd herverkozen.
  - De katholiek Adrien de Corswarem werd verkozen ter vervanging van de katholiek Joseph Thonissen.
- Tongeren (2)
  - De katholieken François Meyers en Oscar de Schaetzen werden herverkozen.
- Maaseik (1)
  - De katholiek Joris Helleputte werd herverkozen.